# أزهار الشيخلي
الدكتورة أزهار عبد الكريم عبد الوهاب الشيخلي هي سياسية عراقية، ولدت في بغداد سنة 1957.
تصف نفسها بأنها إدارية في الدولة وليست سياسية، متفرغة للعمل أستاذة في الجامعة ومديرة تنفيذية لمنظمة مجتمع مدني.
حصلت على شهادة الدكتوراه في القانون الدستوري سنة 1998.
تعمل حاليا أستاذة في كلية العلوم السياسية في جامعة بغداد.
شغلت منصب وزيرة الدولة لشؤون المرأة في الحكومة العراقية الانتقالية برئاسة إبراهيم الجعفري للفترة من 3 أيار 2005 إلى 20 أيار 2006.
انتخبت عضوة في مجلس النواب العراقي سنة 2010 عن القائمة العراقية.